# Palcabius palpalis
Palcabius palpalis is een hooiwagen uit de superfamilie Gonyleptoidea